# دهستان سلطانعلی
سلطانعلی، دهستانی است از توابع بخش مرکزی شهرستان گنبد کاووس در استان گلستان ایران.
[براساس سرشماری سال ۱۳۸۵جمعیت این دهستان ۳۷۹۸نفر (۶٬۳۰خانوار) بوده‌است. اکثریت مردم این دهستان به دامداری و کشاورزی اشتغال دارند. که البته بنا به اقتضای پیشرفت جوامع جوانان این دهستان به سمت مشاغل دیگری از جمله کارهای ساختمانی، مغازه داری، رانندگی و بسیاری از شغل‌های دیگر روی آورده‌اند. به دلیل وجود مدارس ابتدایی تا دبیرستان دخترانه و پسرانه اکثریت تا مقطع دیپلم ادامه تحصیل داده و به دانشگاه‌ها هم راه پیدا کرده‌اند و در مقاطع کارشناسی، کارشناسی ارشد و دکترا در بهترین رشته‌ها و دانشگاه‌های کشور تحصیل کرده و در ادارات دولتی و بخش‌های خصوصی و پست‌های مختلف مدیریتی مشغول به کار می‌باشند
مردم این روستا همگی ترکمن می‌باشند، و باهم آشنا و رسومات فرهنگی و مذهبی خود را حفظ کرده‌اند.
استاد الحاج عظیم بردی آخوندجباری یکی علمای بزرگ و سرشناس منطقه ترکمن صحرا ساکن این روستا می‌باشد.
از لحاظ وجود مکان‌های دولتی وغیردولتی بجز مدارس و مرکز بهداشت و درمانگاه. پست بانک و مرکز صداوسیما برج‌های تقویت امواج رادیویی هم در سمت شمال روستا وجود دارد. هم چنین پایگاه بسیج شهیدصیادشیرازی و پایگاه بسیج صفیه و حوزه مقاومت حمزه سیدالشهدا، تعاونی روستایی، و… را دارا می‌باشد. عزیز محمد میکائیلی فرمانده پایگاه بسیج سلطانعلی جوانی خوش‌اخلاق و دلسوز و از چهره‌های تأثیر گذار و مردمی روستا می‌باشد و در کارهایی عمرانی و امور خیریه و کمک رسانی به اقشار مختلف روستا پیش قدم می‌باشد.
عبدالرحمن هاشمی دهیار روستا، یکی از دهیاران نمونه استان می‌باشد.
در کل، جوانان روستای سلطانعلی از لحاظ علمی، فرهنگی و اجتماعی زبان زد خاص و عام می‌باشند، که نمونه بارز آن آقای علی ناهیدی قوجق خیّر نمونه و خوش‌اخلاق می‌باشد.
این روستا به زبان محلی ثالتانالی هم خوانده می‌شود.
.